# Куршевельский скандал
Куршевельский скандал — инцидент, произошедший 9 января 2007 года во французском горнолыжном курорте Куршевель, в ходе которого французская полиция задержала ряд высокопоставленных представителей российского крупного бизнеса в рамках расследования дела о сети проституции класса «люкс». В операции было задействовано около 50 полицейских, которые провели обыски в трёх гостиницах: «Библос», «Ла Лана» и «Лез Эрей». Они задержали 26 человек, в числе которых оказалась верхушка «Норильского никеля»: гендиректор Михаил Прохоров, его помощник Дмитрий Шатов и вице-президент Олег Байбаков, а также несколько молодых женщин. Никаких обвинений задержанным предъявлено не было, а сами они были допрошены как свидетели и вскоре отпущены. Однако прокурор Лиона Ксавье Ришо сообщил в интервью «Интерфаксу», что Прохорова подозревали в сексуальных отношениях с несовершеннолетними.
Президент Торгово-промышленной палаты РФ Евгений Примаков негативно расценил поведение Прохорова: «Я говорил с несколькими нашими крупными предпринимателями, и они так же возмущены, как и я, потому что это задевает имидж России и настраивает общество против бизнеса. Как так можно — люди в шахте получают далеко не огромные деньги, а гендиректор швыряется ими и привозит с собой на курорт 15 женщин?».
28 сентября 2009 года адвокат Прохорова сообщил, что 7 августа того же года следственный судья города Лиона Николя Шаррер, который ранее выдал ордер на задержание Прохорова, прекратил уголовное дело «за отсутствием состава преступления».
Скандал получил номинацию антипремии «Серебряная калоша 2006» (церемония проходила 27 июня 2007 в театре «Московская оперетта»), но победил тогда инцидент с Канделаки.